# Assemblée de l'Église protestante allemande
Le Deutscher Evangelischer Kirchentag ou, en français, l'Assemblée de l'Église protestante allemande, est un rassemblement de laïcs protestants qui a lieu, en Allemagne, tous les deux ans, pendant plusieurs jours. Le Kirchentag se voit comme la libre rencontre de personnes réunies par leur foi et leur engagement chrétien pour l'avenir de l’Église et du monde. Il est institutionnellement indépendant des églises protestantes.
La 34e édition a eu lieu à Hambourg, en mai 2013. La 35e édition a eu lieu à Stuttgart du 3 au 7 juin 2015. La 38e édition, la dernière en date, a eu lieu à Nuremberg du 7 au 11 juin 2023. 

Le logo du Kirchentag est la croix de Jérusalem.

## Thématiques
À côté de thématiques liées au christianisme, le rassemblement aborde de nombreux problèmes politiques et sociaux de notre temps, comme le dialogue entre Juifs et chrétiens, en 1961 à Berlin, ou le dialogue protestant-catholique, en 1965 à Cologne. Le mouvement pacifiste des années 1980 a ainsi été fortement influencé par le Kirchentag. Les premières grandes manifestations pour la paix ont eu lieu lors du Congrès de l’Église protestante allemande, en juin 1981, à Hambourg et, en 1983 à Hanovre.